# Искусство одеваться (журнал)
«Искусство одеваться» — первый советский журнал мод, выходивший в Ленинграде с 1928 года в издательстве газеты «Красная газета». Журнал относился к элитарному типу изданий об искусстве, в создании которого принимали участие видные модельеры, художники, дизайнеры, в том числе, В. Ходасевич, М. Орлова, Н. Ошанская, О. Анисимова, Е. Якунина, Соня Делоне.
Авторы журнала указывали, что основная тенденция в развитии современной моды, «ясно очерчивающаяся и находящаяся в глубокой связи с современной живописью, это — стремление к конструктивности в связи с красочностью».
«Современные условия работы заставляют нас большую часть времени отдавать производству; отсюда вытекает необходимость создать рабочий костюм, утилитарно помогающий в процессе работы. Рабочий костюм может быть родственным, то есть стандартным в зависимости от производства, или разным, применительно к характеру производства…. Что касается т. н. выходного и домашнего платьев, то тут вопрос несколько сложнее. Прежде всего надо стремиться к отходу от рабского подражания Европе, и как в искусстве сценически-показательном Россия часто учит Европу, так же нужно стремиться к созданию новых форм одежды, которые отличались бы от Запада отсутствием кричащих моментов, но в то же время были бы удобны и изящны».
В журнале были рубрики: «Парижские письма» (сообщения корреспондента из Парижа о тенденциях моды), «Курьёзы моды», «Прошлое костюма», «Полезные советы».
В 1929 году журнал был закрыт как несоответствующий стандартам воспитания советской женщины.